# Workostułkowate
 Workostułkowate (Ascocorticiaceae) J. Schröt. – rodzina grzybów z rzędu tocznikowców (Helotiales).

## Charakterystyka
Są saprotrofami lub pasożytami roślin. Owocniki typu apotecjum. Apotecja o niewyraźnym kształcie, rozmyte, białoszare lub ochrowo-czerwonobrązowe. Ich ściany są silnie zredukowane. Wstawki proste i nierozgałęzione. Worki 4–16–zarodnikowe, cylindryczno-wrzecionowate, amyloidalne, czasami powstające z pastorałek. Anamorfy typu hyphomycetes. Konidiofory szkliste, brązowe, podobne do włosów. Konidiogeneza sympodialna, konidia prawie kuliste, szkliste, małe, o kolczastej powierzchni. 
Pozycja filogenetyczna gatunków zaliczanych do tej rodziny nie jest rozstrzygnięta z powodu braku danych dotyczących sekwencji genów. Rodzina Ascocorticiaceae jest podobna do Medeolariaceae, ponieważ ma podobnie silnie zredukowane ściany apotecjów, proste, nierozgałęzione wstawki i cylindryczno-elipsoidalne askospory z przegrodami. Z tego powodu przez niektórych mykologów rodzina  Ascocorticiaceae włączana jest do rzędu Medeolariales.

## Systematyka
Pozycja w klasyfikacji według Index Fungorum: 
 Ascocorticiaceae, Helotiales, Leotiomycetidae, Leotiomycetes, Pezizomycotina, Ascomycota, Fungi.
Według aktualizowanej klasyfikacji Index Fungorum bazującej na Dictionary of the Fungi do rodziny Tricladiaceae należą rodzaje:
- Ascocorticiellum Jülich & B. de Vries 1982
- Ascocorticium Bref. 1891
- Ascosorus Henn. & Ruhland 1900
- Laricina Velen. 1934